# Umweltdaten
Umweltdaten (auch Umweltinformationen) sind Daten über den Zustand und die Entwicklung der Umwelt und können empirisch durch Messung erhoben werden.

## Allgemeines
Umweltdaten gehören zu den Open Data, also jedermann zugänglichen Daten, zu denen auch bestimmte Politik- und Verwaltungsdaten (Open Government Data), Forschungsdaten (Open Science Data), Finanzkennzahlen und Geodaten zählen. Wie alle Daten (analoge oder digitale Daten) dienen sie als Grundlage für Entscheidungen und Statistiken.	
Selbst unter Experten herrscht keine Einigkeit, was unter dem Begriff Umweltdaten zu verstehen ist. Jedenfalls ist Umwelt ein räumlicher Begriff, so dass Umweltdaten raumbezogen sein müssen. Alle übrigen Daten können umweltrelevante Daten genannt werden. Umweltdaten müssen „… direkt mit der (natürlichen) Umwelt in Zusammenhang stehen …“

## Arten
Umweltdaten werden in drei Kategorien eingeteilt:
- Umweltzustand: Immissionen, Unternehmensdaten (Abwasser-, Energie- oder Wasserverbrauch, Umweltkosten)[5], Wetterdaten, Wettervorhersage.
- Umweltbelastungen: Emissionen, Ressourcenverbrauch;
- Umweltschutz: Maßnahmen, Umweltkostenrechnung, Nutzen.

Einige Umweltdaten sind stark ortsabhängig (Mikrodaten wie Luftfeuchtigkeit, Lufttemperatur, Sonnenscheindauer), andere Daten gelten für größere Regionen (Makrodaten wie seismografische Daten, Wasserstand, Windstärke).
Ein Umweltdatenkatalog kann unterscheiden zwischen
- Natürlicher Umwelt: Boden, Klima, Luft, Wasser, Natur und Landschaft;
- Wirtschaftlicher Umwelt: Forstwirtschaft, Landwirtschaft, Fischerei, Nahrung, Gewerbe und Industrie, Abfall, Lärm, Verkehr oder Energie.

Aus diesen Quellen können Umweltdaten abgeleitet werden.

## Rechtsgrundlagen
Das auf der Richtlinie 90/313/EWG vom 7. Juni 1990 über den freien Zugang zu Informationen über die Umwelt beruhende Umweltinformationsgesetz (UIG) sichert dem EU-Bürger den freien Zugang zu Informationen über die Umwelt und verpflichtet die EU-Mitgliedstaaten zur Umweltberichterstattung. Nach § 2 Abs. 3 UIG sind Umweltinformationen – unabhängig von der Art ihrer Speicherung ÷ alle Daten über
- den Zustand von Umweltbestandteilen wie Luft und Atmosphäre, Wasser, Boden, Landschaft und natürliche Lebensräume einschließlich Feuchtgebiete, Küsten- und Meeresgebiete, die Artenvielfalt und ihre Bestandteile einschließlich gentechnisch veränderter Organismen, sowie die Wechselwirkungen zwischen diesen Bestandteilen;
- Faktoren wie Stoffe, Energie, Lärm und Strahlung, Abfälle aller Art sowie Emissionen, Ableitungen und sonstige Freisetzungen von Stoffen in die Umwelt, die sich auf die Umweltbestandteile auswirken oder wahrscheinlich auswirken;
- Maßnahmen oder Tätigkeiten, die
  - sich auf die Umweltbestandteile oder auf Faktoren im auswirken oder wahrscheinlich auswirken oder
  - den Schutz von Umweltbestandteilen bezwecken; zu den Maßnahmen gehören auch politische Konzepte, Rechts- und Verwaltungsvorschriften, Abkommen, Umweltvereinbarungen, Pläne und Programme;
- Berichte über die Umsetzung des Umweltrechts;
- Kosten-Nutzen-Analysen oder sonstige wirtschaftliche Analysen und Annahmen, die zur Vorbereitung oder Durchführung von Maßnahmen oder Tätigkeiten verwendet werden, und über
- den Zustand der menschlichen Gesundheit und Sicherheit, die Lebensbedingungen des Menschen sowie Kulturstätten und Bauwerke, soweit sie jeweils vom Zustand der Umweltbestandteile oder von Faktoren, Maßnahmen oder Tätigkeiten betroffen sind oder sein können; hierzu gehört auch die Kontamination der Lebensmittelkette.

Der Anspruch auf freien Zugang zu diesen Umweltdaten ist in § 3 UIG kodifiziert.	

## Betriebswirtschaftslehre
In der Betriebswirtschaftslehre, insbesondere der Ökologieorientierten Betriebswirtschaftslehre, wird der Begriff „Umweltdaten“ zuweilen für externe Unternehmensdaten wie Marktpreise, Nachfrage oder Liefertermine verwendet. Geeigneter erscheint hierfür der Begriff des Umweltzustands.
Bei Strukturierungen für größere Organisationseinheiten ist eine immense Vielzahl von Umweltdaten entscheidungsrelevant (vor allem dann, wenn die organisatorischen Regelungen auf Dauer gelten sollen). Es ist dann grundsätzlich nicht möglich, die den repräsentativen Umweltzuständen entsprechenden Datenausprägungen in vollständiger Weise quantitativ darzustellen.

## Umweltökonomie
Die heterogene Herkunft der Umweltdaten macht ihre Messung komplex und kann mit Unsicherheiten (Messfehlern) behaftet sein; zudem führt ihre zeitliche Volatilität dazu, dass Messungen nicht wiederholbar sind. Umweltdaten sollen dazu beitragen, die Nutzung der natürlichen Ressourcen so zu gestalten, dass die verbleibenden Umweltbelastungen minimiert und die natürlichen Ressourcen nachhaltig zur Verfügung stehen. Umweltdaten mit Indikator-Funktion können für Frühwarnsysteme genutzt werden.
Umweltdaten können durch Entscheidungsträger nicht beeinflusst werden (so genannte Datenparameter), können jedoch seinen Aktionsspielraum beeinträchtigen. So können Versicherungsunternehmen etwa im Rahmen der Elementarversicherung ihre Prämienkalkulation anhand der Umweltdaten über Naturkatastrophen und ihrer Eintrittswahrscheinlichkeit in einer bestimmten Region aufbauen. Treten solche Ereignisse früher oder häufiger ein als kalkuliert, ist der Aktionsspielraum beeinträchtigt.
Für Umweltdaten werden von der der Europäischen Umweltagentur einheitliche Bewertungskriterien vorgegeben, in betrieblichen Umweltinformationssystemen gespeichert und regelmäßig vom Umweltbundesamt in Umweltberichten veröffentlicht. Die Bundesregierung hat nach § 11 UIG einen  Umweltzustandsbericht im Abstand von nicht mehr als vier Jahren zu veröffentlichen.
Quelle für die Umweltbelastung sind die Rückstände von Stoffen und Energie, die im Rahmen des Produktionsprozesses, beim Verbrauch und beim Abbau (Katabolismus) von Stoffen freigesetzt werden. Der Treibhausgasausstoß in Deutschland (2019) zeigte, das Energie hierzu mit 31 % Anteil beitrug, gefolgt von Industrie (23 %), Verkehr (20 %) und Privathaushalten (11 %).